# دهستان آق‌کهریز
دهستان آق‌کهریز یکی از دهستان‌های استان مرکزی است که در بخش نوبران شهرستان ساوه واقع شده است. مردم این دهستان به زبان ترکی آذربایجانی تکلم می‌کنند
روستاهای تابع آن عبارتند از: بادام چالق، بیجی گرد، ترشک، چمران، ساربقاش، کشکور، لوئین، اتلن، اردمین، اسکین، زمبر، سنگک، قزلقاش، یاری آباد، بیوران، میچک، اکبرآباد قوشچی، علی درزی، آقچه مشهد، بالقلو، کهک، آق‌کهریز، غازم آباد، پیمان، دولت‌آباد، کله دشت، مر، ویسمان و شهر غرق آباد.